# Efez
Efez je antički grad na zapadnoj obali Male Azije, na mjestu gdje je nekad bilo ušće rijeke Kaistros, u današnjoj Turskoj. Sastoji se od niza naselja koja su pratila obalu i povlačila se prema primorju od helenizma do rimskog doba.
Drevni Efez je izvanredan primjer rimskog lučkog grada s morskim kanalom i donjom lukom, zbog čega je upisan na UNESCO-ov popis mjesta svjetske baštine u Aziji 2015. god.
Iskapanja su otkrila velike spomenike iz vremena Rimskog Carstva, uključujući Celsiusovu knjižnicu (slika desno), Veliko kazalište, te malo ostataka slavnog Artemidinog hrama, jednog od „Sedam svjetskih čuda” koji je privlačio hodočasnike iz cijelog Sredozemlja.

## Povijest
U 11. stoljeću pr. Kr. Efez naseljavaju Jonjani; potom se nalazi pod vlašću Lidije, a od 546. g. pr. Kr. njime vlada Perzijsko Carstvo. Nakon pobjede Grka u grčko-perzijskim ratovima pristupa Delsko-atičkom savezu. Tijekom Peloponeskog rata najprije je na strani Atene, a potom Sparte. Ubrzo nakon toga ponovno dospijeva pod vlast Perzije, a Aleksandar Veliki ga zauzima 334. pr. Kr. Nakon njegove smrti nalazi se pod vlašću Seleukida, Ptolomejevića i Pergama. U to vrijeme Efez doživljava procvat kojem svjedoči Artemidin hram u Efezu koji je podignut u gradu. Bio je to najveći i najraskošniji grčki hram i jedno od sedam svjetskih čuda po Pliniju Starijem.
Godine 133. pr. Kr. oporukom pergamskog vladara Atala III. pripao je Rimu. Tada postaje glavni grad i razvijeno trgovačko i prometno središte rimske pokrajine Male Azije.
Nakon osvajanja Gota 263. godine, koji su uništili i Artemidin hram, započinje opadanje Efeza. 
Od 5. stoljeća je „Dom Djevice Marije”, križna kapela s kupolom nekih 7 km od središta grada, postao glavnim hodočasničkim mjestom za kršćane.
Kratkotrajno ga osvajaju Arapi 655. god., ali ostaje najdulje pod bizantskom vlašću. Godine 1308. zauzimaju ga Turci.
Danas je važna arheološka antička lokacija u Turskoj.

## Poveznice
- Helenizam
- Starogrčka umjetnost
- Stara Grčka

## Vanjske poveznice
- Službene stranice Selçuk pokrajine  Arhivirana inačica izvorne stranice od 17. listopada 2007. (Wayback Machine)
- Fotografije Efeza.  Arhivirana inačica izvorne stranice od 5. svibnja 2008. (Wayback Machine)